# Il cammino dell'età (singolo Gigi D'Alessio)
Il cammino dell'età è un brano musicale scritto dal cantautore italiano Gigi D'Alessio insieme a Vincenzo D'Agostino.
Il singolo coprodotto da D'Alessio e Adriano Pennino, è stato estratto come singolo dall'album Il cammino dell'età del 2001.

## Video musicale
Il video prodotto per Il cammino dell'età è stato diretto dai Manetti Bros. e segue le vicende sentimentali di una coppia dall'adolescenza fino all'età matura, mentre occasionalmente D'Alessio viene mostrato mentre interpreta il brano sullo sfondo delle varie scene. Il video inizia e finisce davanti ad un liceo. All'inizio, i due protagonisti sono due studenti, alla fine del video invece vi si recano per prendere la propria figlia.

## Tracce
1. Il cammino dell'età – 4:28